# Cratere Psyche
Psyche è il terzo cratere d'impatto per dimensioni presente sulla superficie dell'asteroide 433 Eros.

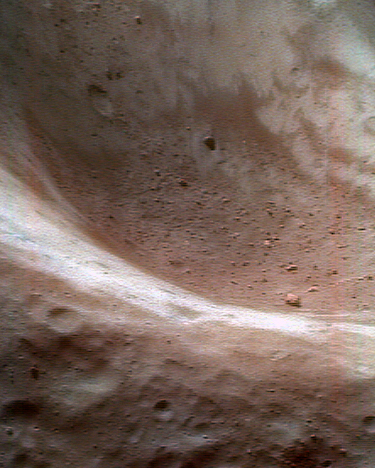
Immagine in falsi colori. Proprietà della regolite entro il Cratere Psyche.

Il cratere Psyche è profondo circa 1 km e largo 5,3 km. Sul suo bordo si sovrappongono ben quattro crateri di circa 1 km di diametro ciascuno e ciò suggerisce che sia molto antico. Nonostante ciò, il fondo del cratere manifesta attività morfologica recente.
Il cratere è sicuramente precedente all'evento che ha condotto alla formazione della Charlois Regio, perché risulta essere stato investito dal materiale espulso nel corso dell'impatto che l'ha generata. Non è tuttavia possibile stabilire se temporalmente ha preceduto o seguito il cratere Himeros - il maggiore presente sull'asteroide -, perché le loro superfici non raggiungono dimensioni tali da rappresentare un campione statisticamente significativo.
È stato così chiamato da Psiche, che nella mitologia greca è amante di Eros e personificazione dell'anima umana.